# Inzing
Inzing é um município da Áustria, situado no distrito de Innsbruck-Land, no estado do Tirol. Tem 19,35 km² de área e sua população em 2019 foi estimada em 3.904 habitantes.